# Grzegorz Utrata
Grzegorz Utrata (ur. 18 czerwca 1942 w Rydułtowach) – polski działacz partyjny i samorządowy, nauczyciel, były I sekretarz Komitetu Miejskiego PZPR i przewodniczący Prezydium Miejskiej Rady Narodowej w Rydułtowach, w latach 1977–1989 naczelnik i prezydent Żor.

## Życiorys
Syn Herberta i Elżbiety. Ukończył szkołę podstawową i liceum w rodzinnym mieście, następnie studia z biologii w Wyższej Szkole Pedagogicznej w Krakowie. Następnie do 1974 pracował jako nauczyciel tego przedmiotu w Szkole Podstawowej nr 1 i Liceum Ogólnokształcącym w Rydułtowach. W 1965 wstąpił do Polskiej Zjednoczonej Partii Robotniczej. Pełnił funkcje członka plenum i egzekutywy Komitetu Miejskiego PZPR w Rydułtowach, następnie pozostawał w nim sekretarzem ds. propagandy (od 1972) i I sekretarzem (1974–1975). Jednocześnie w latach 1974–1975 kierował rydułtowską Miejską Radą Narodową. Pomiędzy 1975 a 1977 inspektor oświaty i szef Wydziału Kultury, Kultury Fizycznej i Turystyki w Urzędzie Miejskim w Żorach, był także instruktorem Związku Harcerstwa Polskiego.
1 października 1977 objął stanowisko naczelnika miasta i gminy Żory. W 1982 zostało ono przekształcone w funkcję prezydenta miasta po przekroczeniu liczby 50 tysięcy mieszkańców, jednocześnie spod jego władzy wyłączono gminę wiejską przekształconą w gminę Suszec. Prezydentem miasta pozostał do 17 października 1989, kiedy przeszedł na rentę inwalidzką. Następnie pracował jako nauczyciel biologii do przejścia na emeryturę w 1994. W 1998 i 2002 wybierany do rady miejskiej Żor z ramienia SLD-UP, w 2006 nie uzyskał reelekcji. Wieloletni członek zarządu i prezes (2007–2008) Towarzystwa Miłośników Miasta Żory, inicjator przedsięwzięć popularyzatorskich, a także współautor publikacji dotyczących historii regionalnej (w tym podręcznika historii).

## Odznaczenia i wyróżnienia
Odznaczony Krzyżem Kawalerskim Orderu Odrodzenia Polski (1986). Wyróżniony m.in. Nagrodą Miejską Żor Phoenix Sariensis (2013).